# Hohenheimer Futterwerttest
Der Hohenheimer Futterwerttest (HFT) (auch Gastest) ist eine Methode der Futtermittelanalytik. Er gehört zu den In-vitro-Methoden. Das von Karl-Heinz Menke entwickelte Verfahren dient dazu, den energetischen Futterwert festzustellen und ist als Standardverfahren etabliert.

## Vorgehensweise
Über eine Fistel wird Versuchstieren Pansensaft entnommen. Eine 200 Milligramm schwere Futterprobe wird nun 24 Stunden bei 39 Grad Celsius inkubiert. Die im Pansensaft enthaltenen Bakterien produzieren bei der Umsetzung Gase, welche gemessen werden.
Über die Gasbildung schließt man mittels einer Formel auf die umsetzbare Energie (ME). Dazu nötig ist jedoch eine Analyse der Rohnährstoffgehalte.

## Verwendung
Anwendung findet das Verfahren vor allem bei der amtlichen Futtermittelkontrolle, um den Energiegehalt von Milchleistungsfuttern zu bestimmen.

## Nachteile
Es müssen für den Hohenheimer Futterwerttest Spendertiere für den Pansensaft zur Verfügung stehen. Dadurch sind die Kosten vergleichsweise hoch. Der Pansensaft kann in seiner mikrobiellen Zusammensetzung je nach Tier und vorangegangener Fütterung unterschiedlich sein.